# Lilaea
Genre
Lilaea est un genre végétal de la famille des Juncaginaceae. Ce genre monotypique est actuellement intégré au genre Triglochin et son espèce Lilaea scilloides se nomme alors Triglochin scilloides (Poir.) Mering & Kadereit

## Liste d'espèces
Selon ITIS :
- Lilaea scilloides (Poir.) Hauman